# 구라타촌 (돗토리현)
구라타촌(倉田村)은 돗토리현 오미군·이와미군에 설치되었던 촌이다. 현재의 돗토리시에 해당한다.

## 역사
- 1889년 4월 1일 - 정촌제 시행에 의해 오미군 구라타촌이 성립하였다.
- 1896년 4월 1일 - 호미군, 이와이군, 오미군의 구역을 가지고 이와미군이 성립하여, 이와미군 구라타촌이 되었다.
- 1953년 7월 1일 - 돗토리시에 편입합병에 의해 폐지되었다.